# Azumino
Azumino (安曇野市, Azumino-shi) est une ville de la préfecture de Nagano, au Japon.

## Toponymie
Azumino est la combinaison de deux mots : « Azumi » (安曇) et « no » (野), signifiant « plaine ». Le premier fait allusion au peuple Azumi, qui aurait émigré vers le bassin de l'est des monts Hida dans les temps anciens.

## Géographie

### Situation
Azumino est situé sur le plateau d'Azumino, à l'extrémité nord-ouest du bassin de Matsumoto, dans le nord-ouest de la préfecture de Nagano.

### Municipalités limitrophes
| Ōmachi    | Matsukawa, Ikeda | Ikusaka, Chikuhoku |
| Matsumoto | Azumino          | Matsumoto          |
| Matsumoto | Matsumoto        | Matsumoto          |

### Démographie
En juin 2016, la population de la ville d'Azumino est estimée à 95 354 habitants pour une superficie totale de 331,78 km2. En mai 2023, elle était de 96 370 habitants.

### Climat
Azumino a un climat subtropical humide caractérisé par des étés chauds et humides et des hivers relativement doux. La température annuelle moyenne est de 11,8 °C. Les précipitations annuelles moyennes sont de 1 108,7 mm, septembre étant le mois le plus humide.

## Histoire
La région d'Azumino faisait partie de l'ancienne province de Shinano. Pendant l'époque d'Edo, elle faisait partie du domaine de Matsumoto.
La ville actuelle d'Azumino a été créée le 1er octobre 2005 de la fusion des anciens bourgs d'Akashina, Hotaka et Toyoshina, et des anciens villages de Horigane et Misato.

## Culture locale et patrimoine
Le Jansem Art Museum d'Azumino est consacré à l'œuvre du peintre Jean Jansem.

## Transports
Azumino est desservie par les lignes Shinonoi et Ōito de la JR East. Les gares d'Akashina et Hotaka sont les principales gares de la ville.

## Jumelage
Azumino est jumelée avec :
- Kramsach (Autriche),
- Collierville (États-Unis).